# Segol
Segol (סֶגּוֹל) – znak diakrytyczny używany w alfabecie hebrajskim w ramach nikudu. Występuje w postaci trzech kropek występujących pod literą (בֶ) i oznacza samogłoskę e.
Wyróżnia się chataf-segol, który występuje w postaci pięciu kropek pod literą (אֱ) i może pojawić się wyłącznie w sylabie otwartej pod literami ע (ajin), ח (chet), ה (he) oraz א (alef).